# Döda havet
Döda havet (arabiska: البَحْر المَيّت, al-Baḥr al-Mayyit; hebreiska: יָם הַמֶּלַח, Yām ha-Mélaḥ, "Salthavet") är en endorheisk saltsjö belägen på gränsen mellan Israel, Västbanken och Jordanien. Sjön är 65 kilometer lång (50 km i den norra bassängen), upp till 18 kilometer bred och det största djupet är 378 meter. Döda havet är en av världens mest salthaltiga sjöar, och dess vattenyta ligger cirka 422 meter under havsytan – lägst av alla platser på jordens yta.

## Beskrivning

### Saltet
Döda havet är känt för att vara en av världens mest salthaltiga sjöar med en salthalt på omkring 34 procent. Endast Assalsjön, Kara-Bogaz-Gol samt några sjöar i McMurdodalarna, Antarktis (som Don Juan Pond och Vandasjön) har högre salthalt. Salthalten, som totalt är 8,6 gånger högre än i vanligt havsvatten, beror på de närbelägna saltbergen och saltträsken, de många saltkällorna på strandbrädden, bristen av utlopp, sjöns höga avdunstning och områdets minimala nederbörd. Vattnet är så salt att en människa utan problem kan flyta på dess yta. Vattnet kommer från Genesarets sjö via Jordanfloden, men sjön saknar utlopp och vattenytan hålls i balans genom avdunstning.

#### Hälsoeffekter
Det salta vattnet, liksom bottensedimentet har goda och desinficerande effekter på bland annat huden. Leran sägs vara bra mot olika hudsjukdomar såsom psoriasis. Det salta vattnet kan dock få det att svida och upplevas som obehagligt om man har sår på huden.

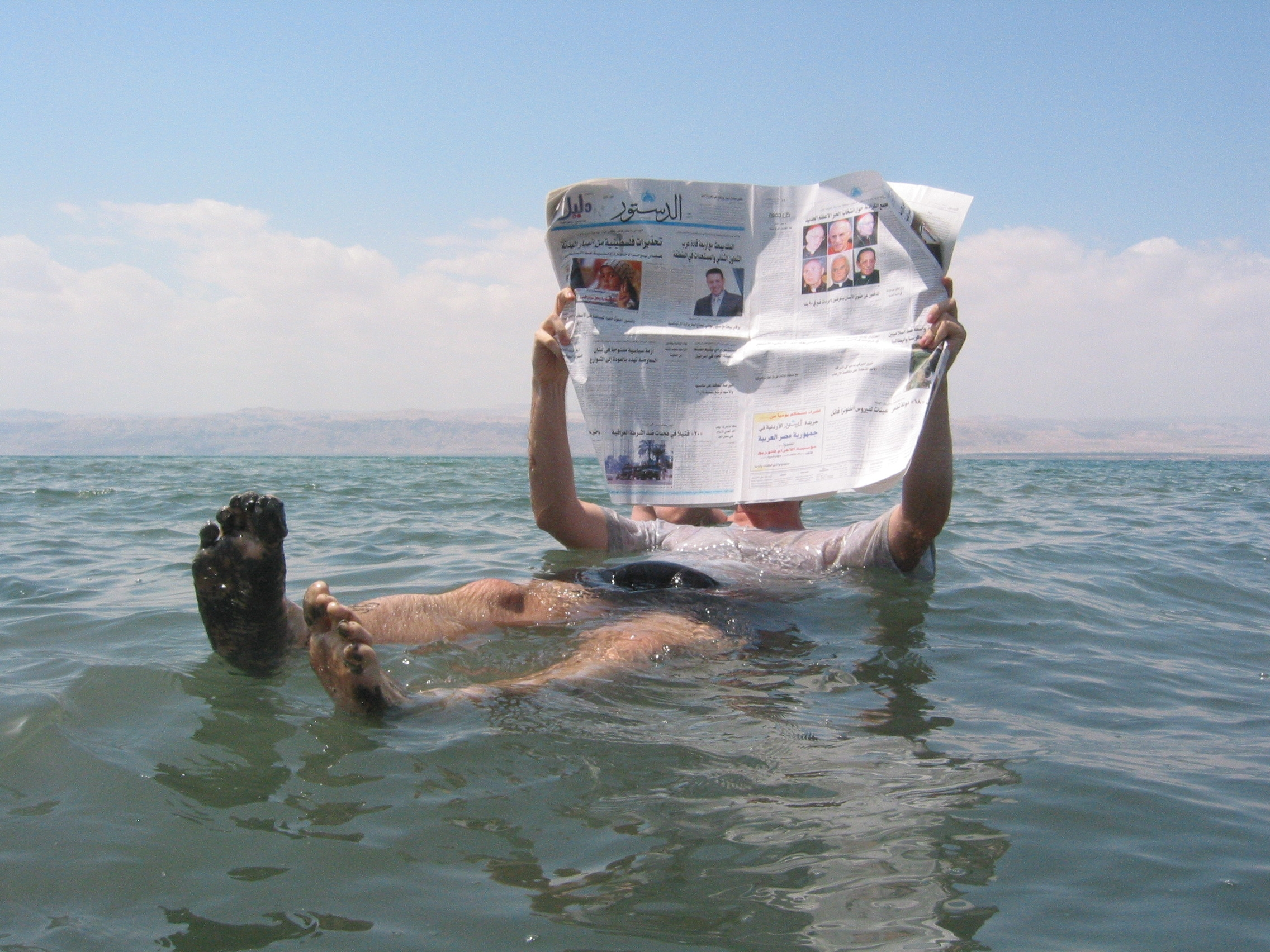
Döda havet är så salt att det är besvärligt att simma och absolut olämpligt att dyka, detta då det salta vattnet irriterar ögonen kraftigt.

### Vattenyta och utbredning
Stranden vid Döda havet är den plats på jorden som är lägst under havsnivån och tillhör därmed världens yttersta platser. Några uttolkare hävdar att detta står omnämnt i Koranen.
Sjöns yta har under en längre tid stadigt sjunkit, detta på grund av att delar av vattnet från Jordanfloden leds bort till bland annat bevattning. I början på 1900-talet var ytan belägen 394 meter under havsnivån. År 1992 låg ytan 407 meter under havet, för att ha sjunkit till 422 meter under havet 2008.
På grund av att mycket vatten har avdunstat från Döda havet har sjön delats i två delar, förbundna med en liten kanal. Längs stränderna och på botten ligger tjocka saltlager. Det finns inget fågelliv vid stränderna eftersom all fisk och de flesta växter dör i så salt vatten.
Enligt en profetia i Bibeln (Hes. kap. 47) kommer en källa att springa fram ur tempelberget i Jerusalem och vattnet från denna kommer sedan att fylla Döda havet med friskt vatten. Fisk i myckenhet kommer att finnas där enligt denna profetia.

### Växter och djur
I Döda havet finns inga högre organismer. De enda organsimer som klarar förhållandena är enkla alger och arkéer (en form bakterier).

## Externa länkar

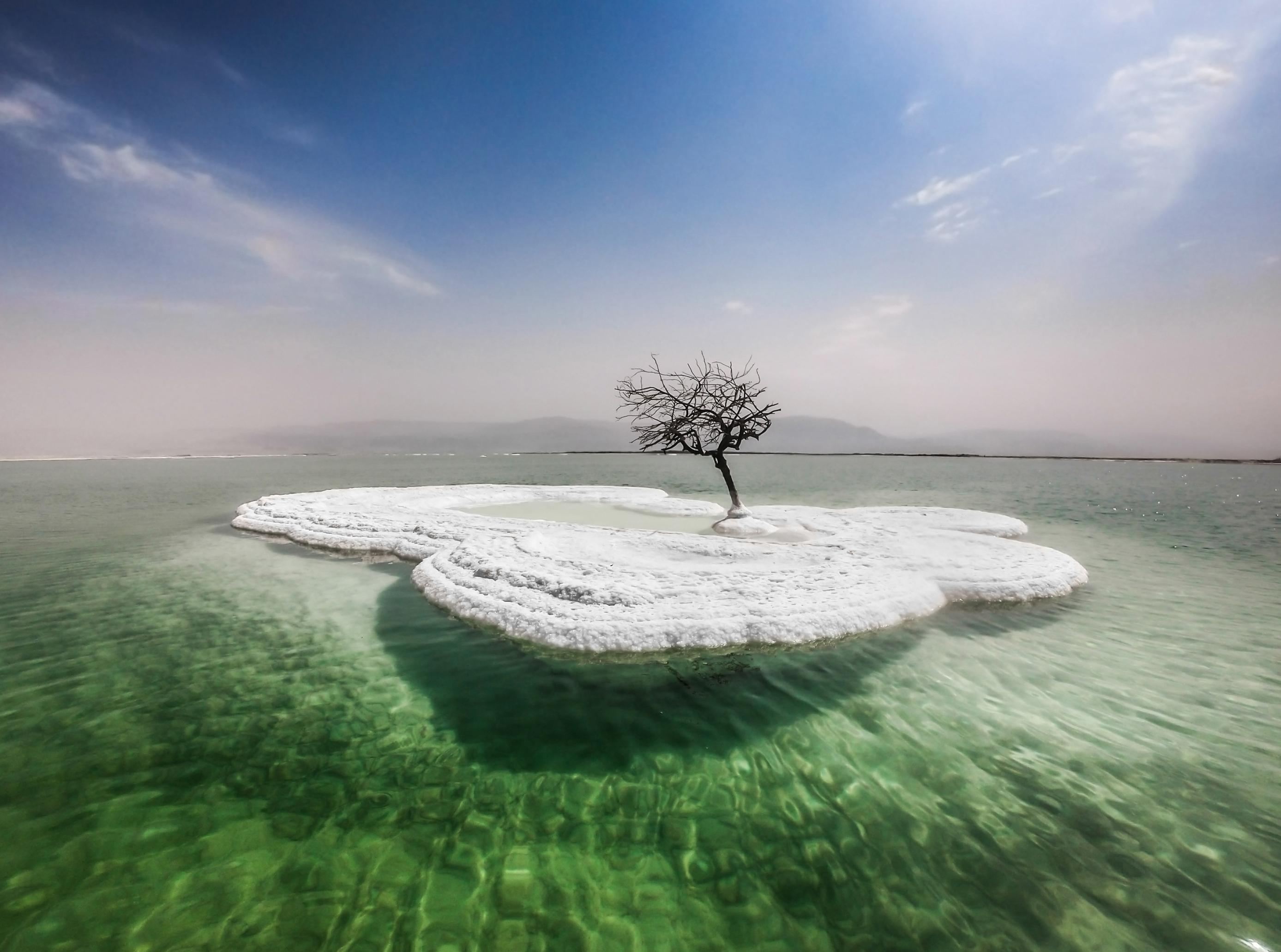
Konstverk i Döda havet
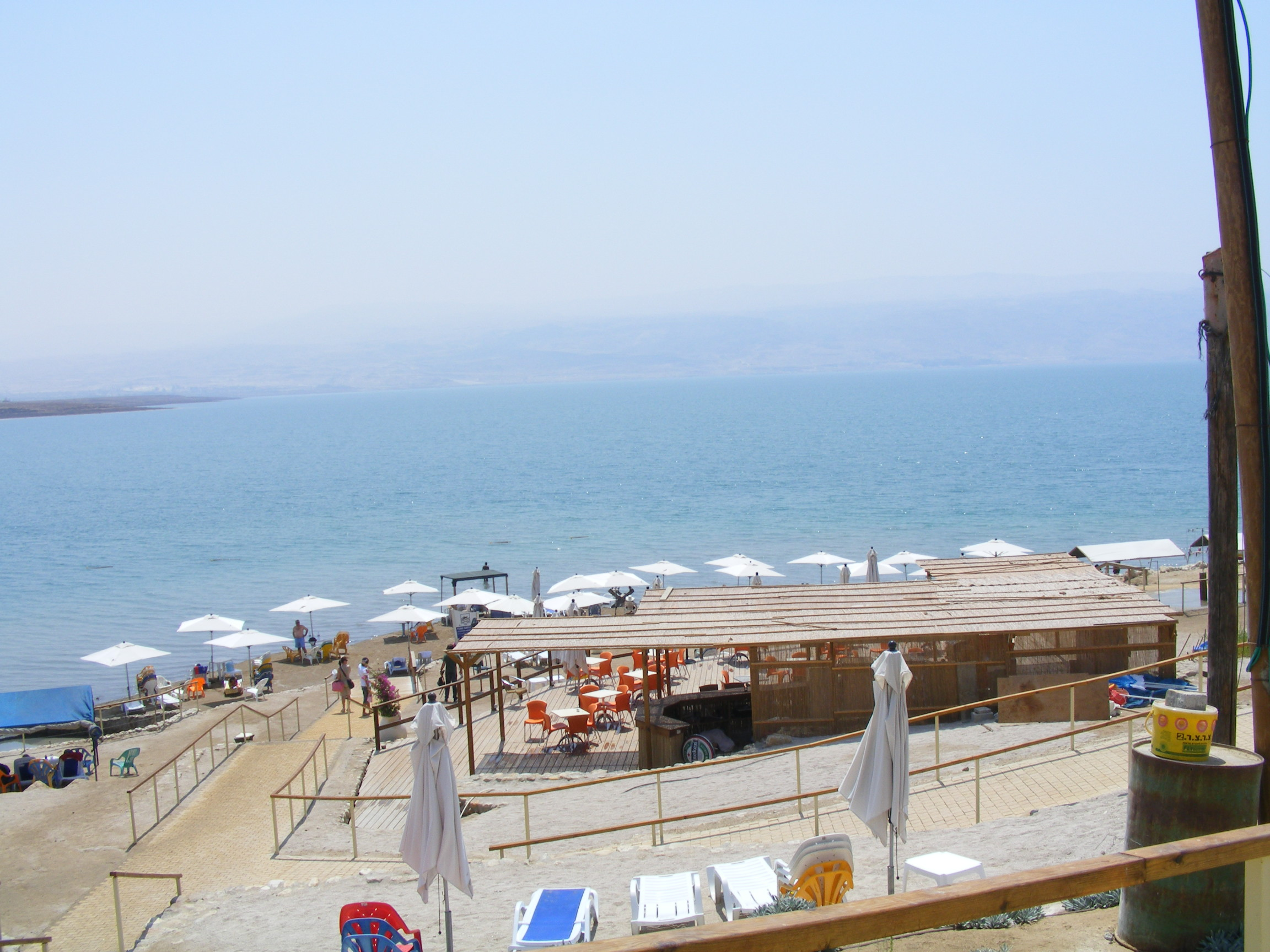
Strand